# António Egas Moniz
António Caetano de Abreu Freire Egas Moniz (n. 29 noiembrie 1874, Avanca⁠(d), Districtul Aveiro, Portugalia – d. 13 decembrie 1955, Lisabona, Portugalia) a fost un neurolog portughez și om politic. El a primit in anul 1949 împreună cu Walter Rudolf Hess Premiul Nobel pentru Fiziologie sau Medicină „pentru descoperirea valorii terapeutice a lobotomiei în anumite psihoze”.
Din anul 1909 până în 1944 Egas Moniz a fost profesor la Universitatea din Lisabona (Universidade de Lisboa). În anul 1917 a fost ambasador portughez în Spania. Din 1918 până în 1919 a fost ministru de externe și a condus delegația portugheză la Conferința de Pace de la Paris din 1919.
El a dezvoltat în 1928 arteriografia vaselor cerebrale la oameni. În acest scop injectează o substanță de contrast în sângele pacientului, pentru a fotografia apoi creierul și a găsi tumori cu ajutorul radiografiilor.
Egas Moniz a fost fondatorul psihochirurgiei. În 1935 a condus în colaborare cu John Farquhar Fulton prima lobotomie la un pacient cu leziuni ale creierului. Această operație constă în tăierea unor fibre nervoase din regiunea frontală a creierului. Prin această metodă controversată, bolnavul se poate aparent vindeca, însă astfel personalitatea se poate schimba ireparabil. Unii pacienți devin invalizi și își pierd inteligența. În ciuda lipsei de experiență în chirurgia, Moniz a efectuat astfel de intervenții chirurgicale la pacienți (predominant femei) fără consimțământul lor. Din cauza aceasta, chiar și astăzi, sunt asociații care cer retragerea  premiul Nobel pentru Moniz.
Pe 14 martie 1939, Moniz a fost împușcat de unul dintre pacienții săi, rămânând după acest fapt să folosească un scaun cu rotile. A murit în anul 1955 la vârsta de 81 de ani, în curtea familiei sale.

## Publicații
- Alterações anátomo-patológicas na  difteria, Coimbra, 1900.
- A vida sexual (fisiologia e patologia), 19 edições, Coimbra, 1901.
- A neurologia na guerra, Lisabona,  1917.
- Um ano de política, Lisabona,  1920.
- Júlio Diniz e a sua obra,  6 edições, Lisabona, 1924.
- O Padre Faria na história do hipnotismo, Lisabona, 1925.
- Diagnostic des tumeurs cérébrales et épreuve de  l'encéphalographie artérielle, Paris, 1931.
- L'angiographie cérébrale, ses applications et  résultats en anatomic, physiologie te clinique, Paris, 1934.
- Tentatives opératoires dans le traitement de certaines  psychoses, Paris, 1936.
- La leucotomie préfrontale. Traitement chirurgical de certaines psychoses, Torino, 1937.
- Clinica dell'angiografia cerebrale, Torino, 1938.
- Die cerebrale Arteriographie und Phlebographie, Berlin, 1940.
- Ao lado da medicina, Lisabona, 1940.
- Trombosis y otras obstrucciones de las carótidas, Barcelona, 1941.
- História das cartas de jogar, Lisabona, 1942.
- Como cheguei a realizar a leucotomia pré-frontal, Lisabona, 1948.
- Die präfrontale Leukotomie,  Archiv für Psychiatrie und Nervenkrankheiten, 1949.